# 萨朗科兰
萨朗科兰（法語：Sarrancolin，法語發音：[saʁɑ̃kɔlɛ̃]）是法国上比利牛斯省的一个市镇，属于巴涅尔德比戈尔区。

## 地理
萨朗科兰（42°57'59"N, 0°22'38"E）面积32.1 平方千米，位于法国奧克西塔尼大區上比利牛斯省，该省份为法国西南部内陆省份，北至热尔省，西接大西洋比利牛斯省，南与西班牙接壤，东临上加龙省。
与萨朗科兰接壤的市镇（或旧市镇、城区）包括：埃什、阿尔当戈斯、费雷尔、伊耶、尼斯托斯。

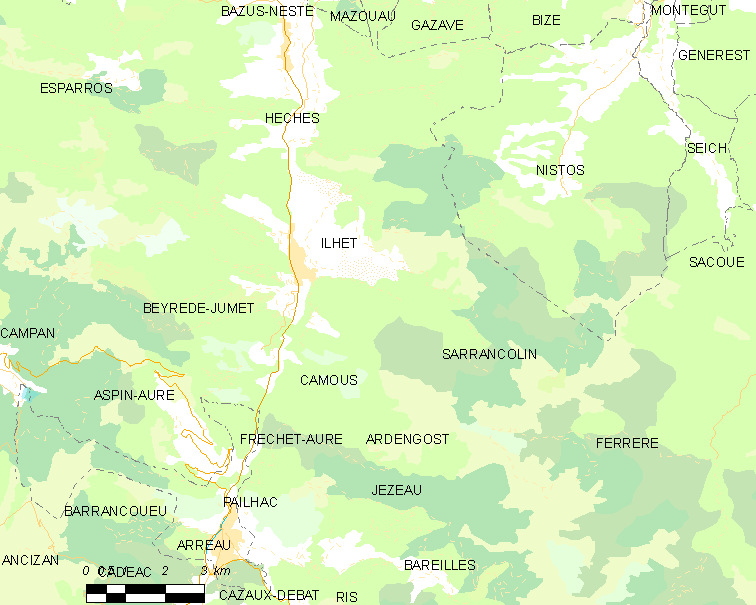
萨朗科兰的OSM定位图

萨朗科兰的时区为UTC+01:00、UTC+02:00（夏令时）。

## 行政
萨朗科兰的邮政编码为65410，INSEE市镇编码为65408。

## 政治
萨朗科兰所属的省级选区为内斯特-欧尔-卢龙县。

## 人口

1962-2008年间萨朗科兰人口变化图示

萨朗科兰于2022年1月1日时的人口数量为550人。